# Buludan
Buludan (arab. بلودان) – miejscowość w Syrii, w muhafazie Damaszek. W 2004 roku liczyła 3101 mieszkańców.